# Goodwill Games de 2001
Navigation
Édition précédente
Les Goodwill Games de 2001 sont la cinquième et dernière édition des Goodwill Games, une compétition multisports internationale créée par Ted Turner, qui s'est tenue à Brisbane, en Australie, du 29 août au 9 septembre 2021. Environ 1 300 athlètes de 70 nations sont invités à cette compétition comportant un programme de 14 sports,. Il s'agit de la première édition des Goodwill Games ne se déroulant pas sur le sol américain ou russe.
L'Australie domine le tableau des médailles avec 29 médailles d'or et 74 médailles au total. La Russie termine deuxième avec 24 médailles d'or et 73 médailles au total, tandis que les États-Unis prennent la troisième place avec 21 médailles d'or et 71 médailles au total. 

## Sports et sites
Le programme des Goodwill Games de 1998 comporte les sports suivants. 
- Athlétisme (détails) à l'ANZ Stadium
- Basket-ball au Brisbane Convention & Exhibition Centre
- Beach-volley à la South Bank Piazza (en)
- Boxe au Brisbane Convention & Exhibition Centre
- Cyclisme au Chandler Velodrome
- Gymnastique artistique au Brisbane Convention & Exhibition Centre
- Gymnastique rythmique au Brisbane Convention & Exhibition Centre
- Natation au Chandler Aquatic Centre
- Patinage artistique au Brisbane Entertainment Centre
- Plongeon au Chandler Aquatic Centre
- Sauvetage sportif à la Kurrawa Beach
- Triathlon au Centre d'affaires de Brisbane

## Tableau des médailles
Le tableau des médailles est le suivant :
- Nation organisatrice

| Rang  | Nation                       | Or  | Argent | Bronze | Total |
| ----- | ---------------------------- | --- | ------ | ------ | ----- |
| 1     | Australie                    | 29  | 25     | 20     | 74    |
| 2     | Russie                       | 24  | 30     | 19     | 73    |
| 3     | États-Unis                   | 21  | 20     | 30     | 71    |
| 4     | Chine                        | 13  | 8      | 1      | 22    |
| 5     | Cuba                         | 11  | 2      | 1      | 14    |
| 6     | Roumanie                     | 6   | 3      | 2      | 11    |
| 7     | Allemagne                    | 5   | 1      | 5      | 11    |
| 8     | Japon                        | 4   | 0      | 3      | 7     |
| 9     | Ukraine                      | 3   | 5      | 6      | 14    |
| 10    | Pologne                      | 3   | 5      | 3      | 11    |
| 11    | Kenya                        | 3   | 4      | 5      | 12    |
| 12    | Afrique du Sud               | 3   | 2      | 1      | 6     |
| 13    | Brésil                       | 3   | 1      | 1      | 5     |
| 13    | Grande-Bretagne              | 3   | 1      | 1      | 5     |
| 15    | Nouvelle-Zélande             | 2   | 3      | 2      | 7     |
| 16    | Éthiopie                     | 2   | 2      | 0      | 4     |
| 17    | Iran                         | 2   | 1      | 0      | 3     |
| 17    | République tchèque           | 2   | 1      | 0      | 3     |
| 19    | Pays-Bas                     | 2   | 0      | 0      | 2     |
| 20    | Jamaïque                     | 1   | 7      | 3      | 11    |
| 21    | Hongrie                      | 1   | 4      | 6      | 11    |
| 22    | Suède                        | 1   | 4      | 0      | 5     |
| 23    | Bulgarie                     | 1   | 3      | 6      | 10    |
| 24    | Biélorussie                  | 1   | 2      | 5      | 8     |
| 25    | Bahamas                      | 1   | 1      | 2      | 4     |
| 25    | Lettonie                     | 1   | 1      | 2      | 4     |
| -     | Europe All-Stars             | 1   | 1      | 2      | 4     |
| 27    | Mexique                      | 1   | 0      | 1      | 2     |
| 27    | Slovaquie                    | 1   | 0      | 1      | 2     |
| -     | World All-Stars (Athlétisme) | 1   | 0      | 1      | 2     |
| 29    | Maroc                        | 1   | 0      | 0      | 1     |
| 29    | Mozambique                   | 1   | 0      | 0      | 1     |
| 29    | République dominicaine       | 1   | 0      | 0      | 1     |
| 32    | Canada                       | 0   | 4      | 2      | 6     |
| 33    | Argentine                    | 0   | 4      | 0      | 4     |
| -     | World All-Stars (Natation)   | 0   | 3      | 0      | 3     |
| 34    | Israël                       | 0   | 2      | 0      | 2     |
| 34    | Ouzbékistan                  | 0   | 2      | 0      | 2     |
| 36    | Géorgie                      | 0   | 1      | 1      | 2     |
| 37    | Arabie saoudite              | 0   | 0      | 2      | 2     |
| 37    | Espagne                      | 0   | 0      | 2      | 2     |
| 39    | Burundi                      | 0   | 1      | 0      | 1     |
| 39    | Estonie                      | 0   | 1      | 0      | 1     |
| 39    | Lituanie                     | 0   | 1      | 0      | 1     |
| 42    | Autriche                     | 0   | 0      | 1      | 1     |
| 42    | Chinese Taipei               | 0   | 0      | 1      | 1     |
| 42    | Finlande                     | 0   | 0      | 1      | 1     |
| 42    | France                       | 0   | 0      | 1      | 1     |
| 42    | Porto Rico                   | 0   | 0      | 1      | 1     |
| 42    | Portugal                     | 0   | 0      | 1      | 1     |
| 42    | Sénégal                      | 0   | 0      | 1      | 1     |
| Total | Total                        | 155 | 156    | 143    | 454   |